# Cheryl Lynn
Lynda Cheryl Smith, född 11 mars 1957 i Los Angeles, USA, mer känd under sitt artistnamn Cheryl Lynn, är en afroamerikansk disco-, R&B- och soul-sångerska. Hon är mest känd för sin discohit från 1978, "Got to Be Real".

## Diskografi

### Album
- 1978: Cheryl Lynn (Columbia) – US Pop #23, US R&B #5
- 1979: In Love (Columbia) – US Pop #167, US R&B #47
- 1981: In The Night (Columbia) – US Pop #104, US R&B #14
- 1982: Instant Love (Columbia) – US Pop #133, US R&B #7 med sången Day After Day
- 1983: Preppie (Columbia) – US Pop #161, US R&B #8
- 1985: It's Gonna Be Right (Columbia) – US Pop #202, US R&B #56
- 1987: Start Over (Manhattan) – US R&B #55
- 1989: Whatever It Takes (Virgin) – US R&B #42
- 1995: Good Time (Avex Trax)

### Singlar (urval)
Hitsinglar (topp 10 på Billboard Hot R&B/Hip-Hop Songs)
- 1978: "Got to Be Real" (#1)
- 1981: "Shake It Up Tonight" (#5)
- 1982: "If This World Were Mine" (med Luther Vandross) (#4)
- 1983: "Encore" (#1)
- 1989: "Everytime I Try to Say Goodbye" (#7)

### Samlingsalbum
- 1996: Got to Be Real: The Best of Cheryl Lynn (Columbia)
- 1996: The Real Thing (Sony)
- 1996: Got to Be Remixes! (Avex Trax)
- 1999: The Best Of Cheryl Lynn (Sony)
- 2006: In The Night / Instant Love (Collectables)
- 2010: The Best Of Cheryl Lynn (Camden)